# Amantle Montsho
Amantle Montsho (Mabudutsa, 4 juli 1983) is een Botswaanse atlete, die is gespecialiseerd in de 400 m. Ze nam driemaal deel aan de Olympische Spelen, maar veroverde hierbij geen medailles. Haar grootste succes was de wereldtitel die ze behaalde op de 400 m bij de wereldkampioenschappen van Daegu.

## Biografie
Op de Olympische Spelen van 2004 in Athene maakte Montsho haar olympisch debuut. Zij geraakte niet door de eerste ronde van de 400 m. In 2007 won ze haar eerste internationale toernooi. In een tijd van 51,13 s won ze de 400 m op de Afrikaanse Spelen 2007.
In 2008 won Montsho de 400 m op de Afrikaanse kampioenschappen, een titel die ze in 2010 zou prolongeren. Zij wist zich dat jaar opnieuw te kwalificeren voor de Olympische Spelen. In haar tweede olympische optreden nam Montsho opnieuw deel aan de 400 m. In een tijd van 51,18 eindigde zij in de finale als laatste.
In 2011 werd Montsho wereldkampioene op de 400 m. In een nationaal record van 49,56 versloeg ze in de finale de Amerikaanse Allyson Felix. Op de Olympische Spelen van 2012 in Londen eindigde ze met 49,75 op de 400 m op een vierde plaats in de finale.
Montsho baarde opzien in 2013 door vijf Diamond League-wedstrijden te winnen, waaronder de Herculis in Monaco waarin ze haar persoonlijk record verbeterde tot 49,33 s. Onder andere door deze prestatie, die ook goed was voor een beste jaarprestatie, ging ze als favoriete naar de wereldkampioenschappen van Moskou. Uiteindelijk kon Montsho in de finale ondanks haar op een na beste race tot dan toe niet haar titel prolongeren. Ze eindigde nipt als tweede achter Christine Ohuruogu, die net zoals Montsho een tijd van 49,41 s liep. Montsho liep ook met het Botswaanse team de 4 x 400 meter estafette, maar dat team kwam niet door de series heen.

## Titels
- Wereldkampioene 400 m - 2011
- Afrikaanse Spelen kampioene 400 m - 2007, 2011
- Afrikaans kampioene 400 m – 2008, 2010, 2012
- Gemenebestkampioene 400 m - 2010
- Botswaans kampioene 400 m – 2004

## Persoonlijke records
Outdoor
| Onderdeel | Prestatie  | Datum         | Plaats  |
| --------- | ---------- | ------------- | ------- |
| 100 m     | 11,60 (NR) | 26 april 2011 | Bamako  |
| 200 m     | 22,89 (NR) | 3 mei 2012    | Fukuroi |
| 400 m     | 49,33 (NR) | 19 juli 2013  | Monaco  |

Indoor
| Onderdeel | Prestatie  | Datum         | Plaats |
| --------- | ---------- | ------------- | ------ |
| 300 m     | 36,33 (NR) | 5 maart 2010  | Liévin |
| 400 m     | 52,34 (NR) | 12 maart 2010 | Doha   |

## Palmares

### 200 m
- 2007: 5e Afrikaanse Spelen – 23,71 s

### 400 m
Kampioenschappen
- 2006:  Afrikaanse kamp. – 52,68 s
- 2007:  Afrikaanse Spelen – 51,13 s
- 2008:  Afrikaanse kamp. – 49,83 s
- 2008: 8e OS – 51,18 s
- 2008: 4e IAAF Wereldatletiekfinale - 51,54 s
- 2009: 8e WK – 50,65 s
- 2009: 5e IAAF Wereldatletiekfinale - 51,39 s
- 2010:  Afrikaanse kamp. – 50,03 s
- 2010: 4e WK Indoor - 52,53 s
- 2010:  Gemenebestspelen - 50,10 s
- 2011:  Afrikaanse Spelen – 50,87 s
- 2011:  WK – 49,56 s
- 2012: 4e OS - 49,75 s
- 2013:  WK - 49,41 s

Golden League-podiumplekken
- 2009:  ISTAF – 50,94 s
- 2009:  Bislett Games – 50,71 s
- 2009:  Meeting Areva – 50,61 s

Diamond League-overwinningen
- 2010: Bislett Games – 50,34 s
- 2010: Adidas Grand Prix – 50,79 s
- 2011:  Eindzege Diamond League
- 2011: Prefontaine Classic – 50,59 s
- 2011: Bislett Games – 50,10 s
- 2011: Athletissima – 50,23 s
- 2011: British Grand Prix – 50,20 s
- 2011: Herculis – 49,71 s
- 2011: Memorial Van Damme – 50,16 s
- 2012:  Eindzege Diamond League
- 2012: Bislett Games – 49,68 s
- 2012: Meeting Areva – 49,77 s
- 2013:  Eindzege Diamond League
- 2013: Qatar Athletic Super Grand Prix – 49,88 s
- 2013: Adidas Grand Prix – 49,91 s
- 2013: Prefontaine Classic – 50,01 s
- 2013: Golden Gala – 49,87 s
- 2013: Herculis – 49,33 s

### 4 x 400 m
- 2013: 16e in series WK - 3.38,96
- 2017: 7e WK - 3.28,00

1983 Jarmila Kratochvílová ·
1987 Olga Bryzgina ·
1991 Marie-José Pérec ·
1993 Jearl Miles-Clark ·
1995 Marie-José Pérec ·
1997 Cathy Freeman ·
1999 Cathy Freeman ·
2001 Amy Mbacke Thiam ·
2003 Ana Guevara ·
2005 Tonique Williams-Darling ·
2007 Christine Ohuruogu ·
2009 Sanya Richards ·
2011 Amantle Montsho ·
2013 Christine Ohuruogu ·
2015 Allyson Felix ·
2017 Phyllis Francis ·
2019 Salwa Eid Naser ·
2022 Shaunae Miller-Uibo ·
2023 Marileidy Paulino